# Lispe halophora
Lispe halophora este o specie de muște din genul Lispe, familia Muscidae. A fost descrisă pentru prima dată de Becker în anul 1903. Conform Catalogue of Life specia Lispe halophora nu are subspecii cunoscute.